# Панда Кунг-Фу: Лицар Дракона
«Панда Кунг-Фу: Лицар Дракона» (англ. Kung Fu Panda: The Dragon Knight) — американський анімаційний телевізійний мультсеріал, створений Мітчем Вотсоном і Пітером Гастінґсом для Netflix. Це третій мультсеріал франшизи «Кунг-фу Панда» після «Панда Кунг-Фу: Лапи долі». Мультеріал виробництва DreamWorks Animation Television, прем'єра відбулася на Netflix 14 липня 2022 року.

## Синопсис
Мультсеріал розпочинається після «Лап долі», де По повинен покинути свій дім і вирушити в мандрівку по всьому Китаю в пошуках спокути та справедливості, під час якої він об'єднався з безглуздою англійською лицаркою на ім'я Мандрівне Лезо, щоб знайти чотири елементарні зброї, які зламалися багато років тому.

## У ролях
- Джек Блек — По[5]
- Ріта Ора — Мандрівне Лезо[6]
  - Кай Дзен — Лезо Мала
- Кріс Ґір — Клаус Дюмон
- Делла Саба — Верука Дюмон
- Джеймс Хонг — Пан Пінь
- Ранума Пантакі — Рукміні
- Ед Вікс[en] — Колін
- Емі Гілл[en] — Пей-Пей
- Тру Валентино — Чунтао
- Стефані Хсу — Чжень
- Стефані Ше[en] — Хуанґ
- Кінза Хан — Рабія
- Омід Абтахі — Алфі
- Джеймс Сі — Лао
- Барбара Ґудсон[en] — Королева
- Паррі Шень[en] — Веймінь
- Дейсі Брукшир — Чанґпу
- Ролонда Воттс[en] — Жриця
- Нолан Норт — власник човна Шодді
- Тод Габеркорн[en] — Імператор
- Мік Вінґерт[en] — Дрейк

## Український дубляж
- Павло Костіцин — По (1 сезон серії 1-8)
- Олександр Погребняк — По (1 сезон серії 9-11, 2-3 сезон)
- Марина Локтіонова — Акна
- Юлія Шаповал — Мандрівне Лезо
  - Валерія Мялковська — Лезо Мала
- Павло Скороходько — Клаус Дюмон
- Єлизавета Зіновенко — Верука Дюмон
- Микола Луценко — Пан Пінь
- Олена Узлюк — Рукміні
- Едуард Кіхтенко — Колін
- Вікторія Хмельницька — Пей-Пей
- Володимир Заєць — Чунтао
- Анна Соболєва — Чжень
- Ірина Ткаленко — Хуанґ
- Єсенія Селезньова — Рабія
- Олександр Чернов — Лао
- Дмитро Тварковський — Веймінь
- Галина Дубок — Чанґпу
- Ірина Дорошенко — Жриця
- Андрій Альохін — Імператор
- Марія Кокшайкіна — Королева
- Сергій Солопай — Альфі
- Ганна Павленко, Майя Ведернікова — Чау-чау

Мультсеріал дубльовано студією «Le Doyen» на замовлення компанії «Netflix».
- Перекладач — Олена Василевська
- Режисер дубляжу — Ольга Фокіна
- Звукорежисер — Віктор Алферов
- Менеджер проекту — Ярослав Сидоренко

## Виробництво
Під час Національного дня панди в березні 2022 року DreamWorks і Netflix анонсували новий CGI-мультсеріал Kung-Fu Panda, виконавчим продюсером якого стали Пітер Гастінґс (The Epic Tales of Captain Underpants), Шонт Ніґоґоссян (Be Cool, Scooby-Doo!) і Френк Чжу (Єті), а співвиконавчими продюсерами стали сценаристи Кіпо та епоха дивозвірів Кріс Амук і Бен Меклер. На відміну від останніх двох мультсеріалів, Джек Блек повторив свою роль По з фільму, а не Мік Вінгерт, хоча замість цього Вінгерт зробив кілька додаткових голосів у мультсеріалі.
Для створення декорацій використовувалися ресурси з Кунг-фу Панда: Лапи долі, але деякі епізоди мають стилі 2D-анімації на основі власних налаштувань. Один зображено як графічний малюнок коміксів, оскільки неопублікований комікс є центральною іконою цього конкретного розділу історії, а інший має вигляд британської літографії.

## Реаліз
Панда Кунг-Фу: Лицар Дракона вийшов 14 липня 2022 року на Netflix. Трейлер був випущений 16 червня.